# Ghostbusters: Pogromcy duchów
Ghostbusters: Pogromcy duchów (ang. Ghostbusters: Answer the Call) – amerykańsko-australijski film komediowy z 2016 roku w reżyserii Paula Feiga, stanowiący reboot serii Pogromcy duchów.
Po premierze filmu Pogromcy duchów II w 1989 roku wielokrotnie planowana była jego kontynuacja. W związku ze śmiercią Harolda Ramisa i odmową Billa Murraya, który nie chciał powrócić do roli Petera Venkmana, Sony zdecydowało się na reboot serii. Wielu aktorów z pierwszych filmów pojawia się w nowej odsłonie w rolach cameo, grając inne niż wcześniej postaci. Wydane w 2015 roku oświadczenie, że główna obsada będzie składała się wyłącznie z postaci kobiecych, spotkało się ze sporą krytyką ze strony internautów.
Światowa premiera filmu miała miejsce 9 lipca 2016 roku w TCL Chinese Theatre w Los Angeles. Film dystrybuowany był w wersjach 2D, 3D, RealD 3D oraz IMAX 3D. Budżet filmu wyniósł 144 mln dolarów amerykańskich, dodatkowo dużą kwotę przeznaczono na jego marketing, wobec czego przy zarobkach rzędu 229 milionów dolarów uznawany jest za porażkę finansową. W związku z tym wytwórnia porzuciła plany zrealizowania bezpośredniej jego kontynuacji.

## Obsada
| - Melissa McCarthy jako doktor Abigail „Abby” Yates - Kristen Wiig jako doktor Erin Gilbert - Kate McKinnon jako doktor Jillian „Holtz” Holtzmann - Leslie Jones jako Patricia „Patty” Tolan - Chris Hemsworth jako Kevin Beckman - Neil Casey jako Rowan North - Andy García jako burmistrz Bradley - Cecily Strong jako Jennifer Lynch - Charles Dance jako Harold Filmore - Michael K. Williams jako agent Hawkins - Matt Walsh jako agent Rourke - Ed Begley Jr. jako Ed Mulgrave Jr. - Steve Higgins jako Dean Thomas Shanks - Justin Kirk jako Phil Hudson - Michael McDonald jako Jonathan - Karan Soni jako Benny - Zach Woods jako Gareth - Toby Huss jako Stevenson - Elizabeth Perkins jako Phyllis Adler (wersja rozszerzona) - Lesley Nicol jako pani Potter (wersja rozszerzona) - Brian Baumgartner jako Frank (wersja rozszerzona) | - Bill Murray jako Martin Heiss - Dan Aykroyd jako taksówkarz - Ernie Hudson jako Bill Jenkins - Sigourney Weaver jako Rebecca Gorin - Annie Potts jako Vanessa - Ozzy Osbourne jako on sam - Al Roker jako on sam - Pat Kiernan jako on sam - Greg Kelly jako on sam - Rosanna Scotto jako ona sama |

## Fabuła
Nowy Jork wciąż jest opanowywany przez niebezpieczne duchy. Jednak tym razem ich pogromcami będą kobiety. Erin Gilbert i Abby Yates są autorkami książki o duchach. Niestety ich praca zostaje wyśmiana przez naukowców. Wkrótce nadchodzi czas rewanżu – kiedy duchy opanowują Manhattan, Abby i Erin oraz ich przyjaciółki – Jillian i Patty wkraczają do akcji.

## Odbiór
Film spotkał się z mieszanym przyjęciem ze strony krytyków. W agregatorze recenzji Rotten Tomatoes średnia jego ocen wynosi 6,49/10 na podstawie 310 recenzji, z czego 74% krytyków uznało film za „świeży”. W agregatorze Metacritic średnia ocen wynosi 60/100 na podstawie 52 recenzji. W serwisie CinemaScore, bazującym na recenzjach użytkowników, film otrzymał ocenę B+ na skali od A (najwyższa ocena) do F (najgorsza ocena).

### Nagrody i nominacje
Alliance of Women Film Journalists
- Aktorka, która koniecznie potrzebuje nowego agenta – Melissa McCarthy (nominacja)
- Remake lub sequel, który nigdy nie powinien powstać (nominacja)

Nagroda Annie
- Najlepsze efekty specjalne w filmie fabularnym (nominacja)

Czarna Szpula
- Wybitna przełomowa rola kobieca – Leslie Jones (nominacja)

Critics’ Choice Movie Awards
- Najlepsza aktorka komediowa – Kate McKinnon (nominacja)

People’s Choice Awards
- Najlepszy film komediowy
- Najlepsza aktorka komediowa – Melissa McCarthy (wygrana), Kristen Wiig (nominacja)
- Najlepszy aktor komediowy – Chris Hemsworth (nominacja)

Teen Choice Awards
- Najlepszy film na wakacje
- Najlepsza aktorka lata – Melissa McCarthy (nominacja), Kristen Wiig (nominacja)
- Najlepszy aktor lata – Chris Hemsworth (nominacja)

Women Film Critics Circle
- Najlepsza aktorka komediowa – Kate McKinnon (wygrana)
- Najlepsza obsada
- Najlepszy bohater akcji – Pogromczynie Duchów